# Sorgà
Sorgà é uma comuna italiana da região do Vêneto, província de Verona, com cerca de 2.978 habitantes. Estende-se por uma área de 31,51 km², tendo uma densidade populacional de 96 hab/km². Faz fronteira com Bigarello (MN), Castel d'Ario (MN), Castelbelforte (MN), Erbè, Gazzo Veronese, Nogara, Villimpenta (MN).

## Demografia
| Variação demográfica do município entre 1861 e 2011                               |
|                                                                                   |
| Fonte: Istituto Nazionale di Statistica (ISTAT) - Elaboração gráfica da Wikipedia |